# Tarki-Taou
Le Tarki-Taou (en russe : Тарки-Тау) est une montagne érodée du Caucase située dans la république du Daghestan en Russie. Son nom se traduit en koumyk par « montagne étroite ». Elle surplombe l'aoul de Tarki (de Tar « étroit ») et la ville de Makhatchkala. La cime de la montagne s'appelle Mys Sariar ce qui signifie en koumyk « pente jaune ». Elle s'élève à 748 mètres au-dessus du niveau de la mer Caspienne.